# Hội đồng Đại diện Khu vực
Hội đồng Đại diện Khu vực (tiếng Indonesia: Dewan Perwakilan Daerah, DPD) là một trong 2 viện của Indonesia. Cùng với Hội đồng Đại diện Nhân dân hợp thành Hội nghị Hiệp thương Nhân dân.
Đại biểu là các thành viên đại diện cho mỗi tỉnh, 4 đại biểu được bầu và đại diện cho mỗi tỉnh. Tại Indonesia có tất cả 34 tỉnh nên số đại biểu hiện tại là 136.

## Chức năng
Hội đồng Đại diện Khu vực có chức năng:
- Đệ trình, thảo luận và xem xét các dự thảo luật liên quan tới các vấn đề nhất định.
- Giám sát việc thực hiện các luật. Số thành viên mỗi tỉnh là 4, tổng cả nước là 136 đại biểu có nhiệm kỳ 5 năm và kết thúc khi Hội đồng Đại biểu Khu vực được bầu mới và tuyên thệ nhận nhiệm vụ.

## Lịch sử
Hội đồng Đại diện Khu vực được thành lập ngày 1/10/2004 khi 128 đại biểu được bầu lần đầu và tuyên thệ nhậm chức. Vào lúc thành lập Hội đồng đối mặt với nhiều thách thức. Thách thức từ chức năng và quyền lực để có thể trở thành viện thứ hai của Quốc hội lưỡng viện. Những thách thức này chủ yếu từ sự hỗ trợ chính trị cho Hội đồng.
Hội đồng Đại diện Khu vực đã có ý tưởng thành lập trước khi Indonesia độc lập năm 1945. Việc xây dựng ý tưởng được chuẩn bị từ các phiên họp năm 1945 bởi Ủy ban chuẩn bị công việc độc lập Indonesia (BPUPKI).
Những ý tưởng về tầm quan trọng của đại diện của các khu vực trong Quốc hội, ban đầu tại Hiến pháp năm 1945, với các khái niệm về "đại diện khu vực" trong Hội nghị Hiệp thương Nhân dân, mà kết hợp với 1 "nhóm đại diện" và 1 đại biểu Hạ viện. Nó được quy định tại điều 2 Hiến pháp năm 1945 trong đó quy định "Hội nghị bao gồm thành viên của Quốc hội cộng với các thành viên từ các khu vực phe phái theo quy định của phát luật". Các thiết lập tiếp diễn trong năm 1945, sau đó tiếp tục quy định trong các luật và quy định tiếp theo.
Trong giai đoạn tiếp theo tại lần tu chính Hiến pháp 2001, ý tưởng được đưa vào Hiến pháp, được coi là Thượng viện của Indonesia và làm việc cùng với Hội nghị Đại diện Nhân dân.

## Đại biểu
Đại biểu có quyền miễn truy tố tại các tòa án với các báo cáo, bằng lời nói hoặc văn bản trong các phiên họp của thượng viện, miễn là không trái với các quy định, quy tắc thủ tục của tổ chức. Việc miễn truy tố không áp dụng nếu các đại biểu công bố các tài liệu đã được thống nhất trong các phiên họp kín được giữ bí mật hoặc các vấn đề liên quan tới bí mật quốc gia.
Đại biểu của Hội đồng Đại diện Khu vực được bầu thông qua cuộc tổng tuyển cử lập pháp. Số lượng thành viên của thượng viện ở các tỉnh là ngang nhau (hiện tại là 4), và tổng số đại biểu thượng viện không vượt quá 1/3 số đại biểu Hội đồng Đại diện Nhân dân.

## Tổ chức
Tổ chức Hội đồng bao gồm: các Ủy ban, Hội đồng và ủy ban được thành lập khi xét thấy cần thiết

### Ban I
Ban I là cơ quan thường trực của thượng viện, trong đó có trách nhiệm về quyền tự chủ địa phương; quan hệ giữa trung ương và địa phương; cũng như việc thành lập, mở rộng, và sự hòa nhập của khu vực.

### Ban II
Ban II là cơ quan thường trực của thượng viện, trong đó có trách nhiệm trong việc quản lý các nguồn tài nguyên thiên nhiên; và quản lý các nguồn lực kinh tế khác.

### Ban III
Ban III là cơ quan thường trực của thượng viện, trong đó có trách nhiệm trong việc quản lý giáo dục và tôn giáo.

### Ban IV
Ban IV là cơ quan thường trực của thượng viện, trong đó có trách nhiệm về dự thảo ngân sách nhà nước; cân đối tài chính giữa trung ương và khu vực; xem xét tài khoản cá nhân các đại biểu được bầu; thuế; các doanh nghiệp vừa, nhỏ và siêu nhỏ.

### Ủy ban kế hoạch phát luật
Ủy ban kế hoạch phát luật là cơ quan cố định của thượng viện, chịu trách nhiệm soạn dự thảo và các vấn đề liên quan đến việc xây dựng luật.

### Ủy ban vấn đề hộ gia đình
Ủy ban vấn đề hộ gia đình là cơ quan cố định của thượng viện, chịu trách nhiệm các vấn đề liên quan tới chính sách gia đình, phúc lợi, cơ sở hạ tầng.

### Hội đồng đạo đức
Hội đồng đạo đức là cơ quan cố định của thượng viện, chịu trách nhiệm các vấn đề thẩm tra khiếu nại đối với các thành viên thượng viện. Ra quyết định thông báo về kết quả điều tra.

### Cơ quan hợp tác Quốc hội
Cơ quan hợp tác Quốc hội là cơ quan cố định của thượng viện, chịu trách nhiệm phát triển các mối quan hệ hợp tác giữa thượng viện và các tổ chức tương tự; quan hệ giữa cơ quan nhà nước, phi nhà nước, các tổ chức khu vực và quốc tế với thượng viện; phối hợp hoạt động quan hệ ngoại giao công tác trong khu vực và quốc tế.

### Cơ quan phát triển khả năng thể chế
Cơ quan phát triển khả năng thể chế là cơ quan cố định của thượng viện, chịu trách nhiệm đánh giá hệ thống nhà nước và các tổ chức đại diện khu vực, trong đó thể hiện các giá trị dân chủ.

### Cơ quan chịu trách nhiệm công cộng
Cơ quan chịu trách nhiệm công cộng là cơ quan cố định của thượng viện, chịu trách nhiệm rà soát theo các phát hiện của BPK gây thiệt hại cho nhà nước; điều tiết và theo dõi các khiếu nại liên quan tới các vấn đề tham nhũng trong khu vực và các cơ quan công cộng.

### Ủy ban Hội đồng
Ủy ban Hội đồng là cơ quan cố định của thượng viện, chịu trách nhiệm trong các vấn đề liên quan tới các công việc của Hội đồng Đại diện khu vực như tổ chức phiên họp, phiên điều trần, chương trình nghị sự,...

## Lãnh đạo
Lãnh đạo Thượng viện gồm 1 chủ tịch và 2 phó chủ tịch. Chủ tịch là người đứng đầu thượng viện đầu thời là người phát ngôn. Chủ tịch thượng viện cho nhiệm kỳ 2014-2019 là Irman Gusman, ông được bầu làm chủ tịch sau khi dành chiến thằng trước ứng viên Farouq Muhammad..
Lãnh đạo Thượng viện nhiệm kỳ 2009-2014, 2014-2019:
- Chủ tịch: Irman Gusman (Tây Sumatra)
- Phó Chủ tịch: Farouk Muhammad (Nusa Tenggara Barat)
- Phó Chủ tịch: Gusti Kanjeng Ratu Hemas (Yogyakarta)

### Lãnh đạo các tổ chức
Nhiệm kỳ 2014-2019
| Cơ quan                             | Chủ tịch                           | Phó Chủ tịch                                                              |
| ----------------------------------- | ---------------------------------- | ------------------------------------------------------------------------- |
| Ban I                               | Akhmad Muqowam (Trung Java)        | Fachrul Razi (Aceh) Benny Rhamdani (Bắc Sulawesi)                         |
| Ban II                              | Parlindungan Purba (Bắc Sumatera)  | Ahmad Nawardi (Đông Java) La Ode Muhammad Rusman Emba (Đông Nam Sulawesi) |
| Ban III                             | Hardi Selamat Hood (Quần đảo Riau) | Abraham Liyanto (Đông Nusa Tenggara) Fahira Idris (Jakarta)               |
| Ban IV                              | Cholid Mahmud (Yogyakarta)         | Ajiep Padindang (Nam Sulawesi) Ghazali Abbas Adan (Aceh)                  |
| Ủy ban kế hoạch phát luật           | Gede Pasek Suardika (Bali)         | Anang Prihantoro (Lampung) Muhammad Afnan Hadikusumo (Yogyakarta)         |
| Ủy ban vấn đề hộ gia đình           | Muhammad Asri Anas (Tây Sulawesi)  | Aidil Fitri Syah (Nam Sumatera) Habib Ali Alwi (Banten)                   |
| Hội đồng đạo đức                    | Andi Mapetahang Fatwa (Jakarta)    | Maimanah Umar (Riau) Lalu Suhaimi Ismy (Tây Nusa Tenggara)                |
| Cơ quan hợp tác Quốc hội            | Mohammad Saleh (Bengkulu)          | Emilia Contessa (Đông Java) Maya Rumantir (Bắc Sulawesi)                  |
| Cơ quan phát triển khả năng thể chế | Bambang Sadono (Trung Java)        | Muhammad Asri Anas (Tây Sulawesi) Muhammad Gratitude (Jambi)              |
| Cơ quan chịu trách nhiệm công cộng  | Abdul Gafar Usman (Riau)           | Ayi Hambali (Tây Java) Abdullah Manaray (Tây Papua)                       |

## Tổng thư ký
Để hỗ trợ các công việc của thượng viện, Ban thư ký được thành lập theo nghị định của Tổng thống và thành viên của ban là các nhân viên dân sự. Ban thư ký và Tổng thư ký là người đứng đầu được bổ nhiệm và bãi nhiệm bởi các nghị định Tổng thống theo đề nghị của lãnh đạo thượng viện.